# Diogo Salvi
Diogo Salvi (21 luglio 1969) è un pilota di rally portoghese.

## Carriera
Salvi inizia a correre nei rally nel 1989 a livello regionale; nel 2014 comincia a correre a livello nazionale ed esordisce nel mondiale. Nel 2017 corre per la prima volta al di fuori dei confini nazionali e nel 2018 conquista i primi punti nel WRC2. Nel 2025 partecipa per la prima volta nella massima serie del mondiale con M-Sport.

## Risultati nel mondiale rally

### WRC
| 2014 | Scuderia | Vettura        |  |  |  |  |     |  |  |  |  |  |  |  |  |  |  |  | Punti | Pos. |
| ---- | -------- | -------------- |  |  |  |  | --- |  |  |  |  |  |  |  |  |  |  |  | ----- | ---- |
| 2014 |          | Ford Fiesta R5 |  |  |  |  | Rit |  |  |  |  |  |  |  |  |  |  |  | 0     |      |

| 2015 | Scuderia | Vettura        |  |  |  |  |    |  |  |  |  |  |  |  |  |  |  |  | Punti | Pos. |
| ---- | -------- | -------------- |  |  |  |  | -- |  |  |  |  |  |  |  |  |  |  |  | ----- | ---- |
| 2015 |          | Ford Fiesta R5 |  |  |  |  | SQ |  |  |  |  |  |  |  |  |  |  |  | 0     |      |

| 2016 | Scuderia | Vettura        |  |  |  |  |     |  |  |  |  |  |  |  |  |  |  |  | Punti | Pos. |
| ---- | -------- | -------------- |  |  |  |  | --- |  |  |  |  |  |  |  |  |  |  |  | ----- | ---- |
| 2016 |          | Škoda Fabia R5 |  |  |  |  | Rit |  |  |  |  |  |  |  |  |  |  |  | 0     |      |

| 2017 | Scuderia | Vettura        |  |  |  |  |  |     |  |  |  |  |  |  |  |  |  |  | Punti | Pos. |
| ---- | -------- | -------------- |  |  |  |  |  | --- |  |  |  |  |  |  |  |  |  |  | ----- | ---- |
| 2017 |          | Škoda Fabia R5 |  |  |  |  |  | Rit |  |  |  |  |  |  |  |  |  |  | 0     |      |

| 2018 | Scuderia          | Vettura        |  |  |  |  |  |    |  |  |  |    |  |  |  |  |  |  | Punti | Pos. |
| ---- | ----------------- | -------------- |  |  |  |  |  | -- |  |  |  | -- |  |  |  |  |  |  | ----- | ---- |
| 2018 | Motorsport Italia | Škoda Fabia R5 |  |  |  |  |  | 22 |  |  |  | 18 |  |  |  |  |  |  | 0     |      |

| 2019 | Scuderia | Vettura        |  |  |  |  |  |  |     |  |  |  |    |  |  |  |  |  | Punti | Pos. |
| ---- | -------- | -------------- |  |  |  |  |  |  | --- |  |  |  | -- |  |  |  |  |  | ----- | ---- |
| 2019 |          | Škoda Fabia R5 |  |  |  |  |  |  | Rit |  |  |  | 22 |  |  |  |  |  | 0     |      |

| 2022 | Scuderia | Vettura                               |  |  |  |     |  |  |  |  |  |    |  |  |  |  |  |  | Punti | Pos. |
| ---- | -------- | ------------------------------------- |  |  |  | --- |  |  |  |  |  | -- |  |  |  |  |  |  | ----- | ---- |
| 2022 |          | Škoda Fabia R5 Škoda Fabia Rally2 evo |  |  |  | Rit |  |  |  |  |  | 33 |  |  |  |  |  |  | 0     |      |

| 2023 | Scuderia | Vettura        |  |  |  |  |     |  |  |  |  |  |  |  |  |  |  |  | Punti | Pos. |
| ---- | -------- | -------------- |  |  |  |  | --- |  |  |  |  |  |  |  |  |  |  |  | ----- | ---- |
| 2023 |          | Škoda Fabia R5 |  |  |  |  | Rit |  |  |  |  |  |  |  |  |  |  |  | 0     |      |

| 2024 | Scuderia | Vettura                |  |  |  |  |     |  |  |  |  |  |  |  |  |  |  |  | Punti | Pos. |
| ---- | -------- | ---------------------- |  |  |  |  | --- |  |  |  |  |  |  |  |  |  |  |  | ----- | ---- |
| 2024 |          | Škoda Fabia Rally2 evo |  |  |  |  | Rit |  |  |  |  |  |  |  |  |  |  |  | 0     |      |

| 2025 | Scuderia         | Vettura          |  |  |  |  |    |  |  |  |  |  |  |  |  |  |  |  | Punti | Pos. |
| ---- | ---------------- | ---------------- |  |  |  |  | -- |  |  |  |  |  |  |  |  |  |  |  | ----- | ---- |
| 2025 | M-Sport Ford WRT | Ford Puma Rally1 |  |  |  |  | 31 |  |  |  |  |  |  |  |  |  |  |  | 0     |      |

| Legenda | 1º posto | 2º posto | 3º posto | A punti | Senza punti | Ritirato | Squalificato | NP=Non partito C=Gara cancellata | Apice=Power stage |

### WRC2
| 2016 | Scuderia | Vettura        |  |  |  |  |     |  |  |  |  |  |  |  |  |  |  |  | Punti | Pos. |
| ---- | -------- | -------------- |  |  |  |  | --- |  |  |  |  |  |  |  |  |  |  |  | ----- | ---- |
| 2016 |          | Škoda Fabia R5 |  |  |  |  | Rit |  |  |  |  |  |  |  |  |  |  |  | 0     |      |

| 2018 | Scuderia          | Vettura        |  |  |  |  |  |  |  |  |  |   |  |  |  |  |  |  | Punti | Pos. |
| ---- | ----------------- | -------------- |  |  |  |  |  |  |  |  |  | - |  |  |  |  |  |  | ----- | ---- |
| 2018 | Motorsport Italia | Škoda Fabia R5 |  |  |  |  |  |  |  |  |  | 7 |  |  |  |  |  |  | 6     | 36º  |

| 2019 | Scuderia | Vettura        |  |  |  |  |  |  |     |  |  |  |   |  |  |  |  |  | Punti | Pos. |
| ---- | -------- | -------------- |  |  |  |  |  |  | --- |  |  |  | - |  |  |  |  |  | ----- | ---- |
| 2019 |          | Škoda Fabia R5 |  |  |  |  |  |  | Rit |  |  |  | 8 |  |  |  |  |  | 4     | 42º  |

| 2022 | Scuderia | Vettura                               |  |  |  |     |  |  |  |  |  |    |  |  |  |  |  |  | Punti | Pos. |
| ---- | -------- | ------------------------------------- |  |  |  | --- |  |  |  |  |  | -- |  |  |  |  |  |  | ----- | ---- |
| 2022 |          | Škoda Fabia R5 Škoda Fabia Rally2 evo |  |  |  | Rit |  |  |  |  |  | 19 |  |  |  |  |  |  | 0     |      |

| 2023 | Scuderia | Vettura        |  |  |  |  |     |  |  |  |  |  |  |  |  |  |  |  | Punti | Pos. |
| ---- | -------- | -------------- |  |  |  |  | --- |  |  |  |  |  |  |  |  |  |  |  | ----- | ---- |
| 2023 |          | Škoda Fabia R5 |  |  |  |  | Rit |  |  |  |  |  |  |  |  |  |  |  | 0     |      |

| 2024 | Scuderia | Vettura                |  |  |  |  |     |  |  |  |  |  |  |  |  |  |  |  | Punti | Pos. |
| ---- | -------- | ---------------------- |  |  |  |  | --- |  |  |  |  |  |  |  |  |  |  |  | ----- | ---- |
| 2024 |          | Škoda Fabia Rally2 evo |  |  |  |  | Rit |  |  |  |  |  |  |  |  |  |  |  | 0     |      |

| Legenda | 1º posto | 2º posto | 3º posto | A punti | Senza punti | Ritirato | Squalificato | NP=Non partito C=Gara cancellata | Apice=Power stage |

### WRC2 Challenger
| 2023 | Scuderia | Vettura        |  |  |  |  |     |  |  |  |  |  |  |  |  |  |  |  | Punti | Pos. |
| ---- | -------- | -------------- |  |  |  |  | --- |  |  |  |  |  |  |  |  |  |  |  | ----- | ---- |
| 2023 |          | Škoda Fabia R5 |  |  |  |  | Rit |  |  |  |  |  |  |  |  |  |  |  | 0     |      |

| 2024 | Scuderia | Vettura                |  |  |  |  |     |  |  |  |  |  |  |  |  |  |  |  | Punti | Pos. |
| ---- | -------- | ---------------------- |  |  |  |  | --- |  |  |  |  |  |  |  |  |  |  |  | ----- | ---- |
| 2024 |          | Škoda Fabia Rally2 evo |  |  |  |  | Rit |  |  |  |  |  |  |  |  |  |  |  | 0     |      |

| Legenda | 1º posto | 2º posto | 3º posto | A punti | Senza punti | Ritirato | Squalificato | NP=Non partito C=Gara cancellata | Apice=Power stage |

### WRC Masters Cup
| 2022 | Scuderia | Vettura                               |  |  |  |     |  |  |  |  |  |   |  |  |  |  |  |  | Punti | Pos. |
| ---- | -------- | ------------------------------------- |  |  |  | --- |  |  |  |  |  | - |  |  |  |  |  |  | ----- | ---- |
| 2022 |          | Škoda Fabia R5 Škoda Fabia Rally2 evo |  |  |  | Rit |  |  |  |  |  | 4 |  |  |  |  |  |  |       |      |

| 2024 | Scuderia | Vettura                |  |  |  |  |     |  |  |  |  |  |  |  |  |  |  |  | Punti | Pos. |
| ---- | -------- | ---------------------- |  |  |  |  | --- |  |  |  |  |  |  |  |  |  |  |  | ----- | ---- |
| 2024 |          | Škoda Fabia Rally2 evo |  |  |  |  | Rit |  |  |  |  |  |  |  |  |  |  |  | 0     |      |

| Legenda | 1º posto | 2º posto | 3º posto | A punti | Senza punti | Ritirato | Squalificato | NP=Non partito C=Gara cancellata | Apice=Power stage |